# Pascual Salas
Pascual Salas Usón, né le 17 mai 1910 à Quinto (province de Saragosse, Espagne) et mort le 8 août 1998, est un footballeur espagnol qui jouait au poste de milieu de terrain.

## Biographie
Pascual Salas joue entre 1933 et 1935 avec le FC Barcelone. Au cours de ses deux saisons avec le Barça, il joue 19 matchs en première division.
En 1935, il rejoint l'Hércules d'Alicante, également en première division. Lors de sa première saison, il joue 20 matchs en D1.
La Guerre civile espagnole éclate en juillet 1936 et interrompt la carrière sportive de Pascual Salas.
Salas recommence à jouer avec l'Hércules en 1939, après la guerre. Après deux saisons, il met un terme à sa carrière en 1941.